# HD 121504
HD 121504 är en ensam stjärna belägen i den södra delen av stjärnbilden Kentauren. Den har en skenbar magnitud av ca 7,52 och kräver åtminstone en stark handkikare eller ett mindre teleskop för att kunna observeras. Baserat på parallax enligt Gaia Data Release 2 på ca 24,2 mas, beräknas den befinna sig på ett avstånd på ca 135 ljusår (ca 41 parsek) från solen. Den rör sig bort från solen med en heliocentrisk radialhastighet på ca 20 km/s.

## Egenskaper
HD 121504 är en gul till vit stjärna i huvudserien av spektralklass G2 V och är påtagligt lik solen. Den har en massa som är ca 1,2 solmassor  och har ca 1,6 gånger solens utstrålning av energi från dess fotosfär vid en effektiv temperatur av ca 6 100 K.

## Planetsystem
År 2000 tillkännagav Geneva Extrasolar Planet Search Team upptäckten av en exoplanet som kretsar runt stjärnan.
| Planet | Massa    | Halv storaxel (AE) | Siderisk omloppstid (d) | Excentricitet | Inklination | Radie |
| ------ | -------- | ------------------ | ----------------------- | ------------- | ----------- | ----- |
| b      | >1,22 MJ | 0,33               | 63,33 ± 0,03            | 0,03 ± 0,01   | -           | -     |